# Tyrannion
Tyrannion är ett släkte av skalbaggar. Tyrannion ingår i familjen vivlar.

## Dottertaxa tillTyrannion, i alfabetisk ordning[1]
- Tyrannion admixtus
- Tyrannion agnatus
- Tyrannion alboguttatus
- Tyrannion alboscutosus
- Tyrannion albosignatus
- Tyrannion albosparsus
- Tyrannion ambiguus
- Tyrannion arcuatus
- Tyrannion basalis
- Tyrannion biguttulus
- Tyrannion bimaculatus
- Tyrannion bipunctatus
- Tyrannion bisignatus
- Tyrannion breviculus
- Tyrannion compactus
- Tyrannion curtipennis
- Tyrannion diffusus
- Tyrannion dimidiatus
- Tyrannion disparilis
- Tyrannion dorsalis
- Tyrannion ectypus
- Tyrannion fasciculatus
- Tyrannion fulvipennis
- Tyrannion fulvofasciatus
- Tyrannion funestus
- Tyrannion gibbosus
- Tyrannion granulatus
- Tyrannion guttula
- Tyrannion imbellis
- Tyrannion irregularis
- Tyrannion laticollis
- Tyrannion modestus
- Tyrannion nigricollis
- Tyrannion nigroapicalis
- Tyrannion nigrosellatus
- Tyrannion ocreopunctatus
- Tyrannion pallidicornis
- Tyrannion pallidus
- Tyrannion parvicollis
- Tyrannion pictilis
- Tyrannion pictipennis
- Tyrannion quadrifoveatus
- Tyrannion quadripunctatus
- Tyrannion rufobasalis
- Tyrannion scabidus
- Tyrannion scutellaris
- Tyrannion semicostatus
- Tyrannion squalidus
- Tyrannion stolidus
- Tyrannion strigirostris
- Tyrannion suffusus
- Tyrannion suturalis
- Tyrannion tricristatus
- Tyrannion uniplagiatus
- Tyrannion unipustulatus
- Tyrannion validus
- Tyrannion verruca
- Tyrannion versicolor